# Knotssprietbladwespen
De knotssprietbladwespen (Cimbicidae) zijn een familie van vliesvleugeligen (Hymenoptera) uit de onderorde Symphyta (zaagwespen). Het is een kleine familie zaagwespen. Ze hebben een groot, vaak harig lichaam, met wereldwijd 130 soorten in 6 geslachten. In Europa komen 54 soorten voor. Sommige soorten knotssprietbladwespen kunnen tot meer dan 3 cm lang worden.
De familie onderscheidt zich van de andere families zaagwespen door een knotsvormige verdikking aan het eind van de antenne.

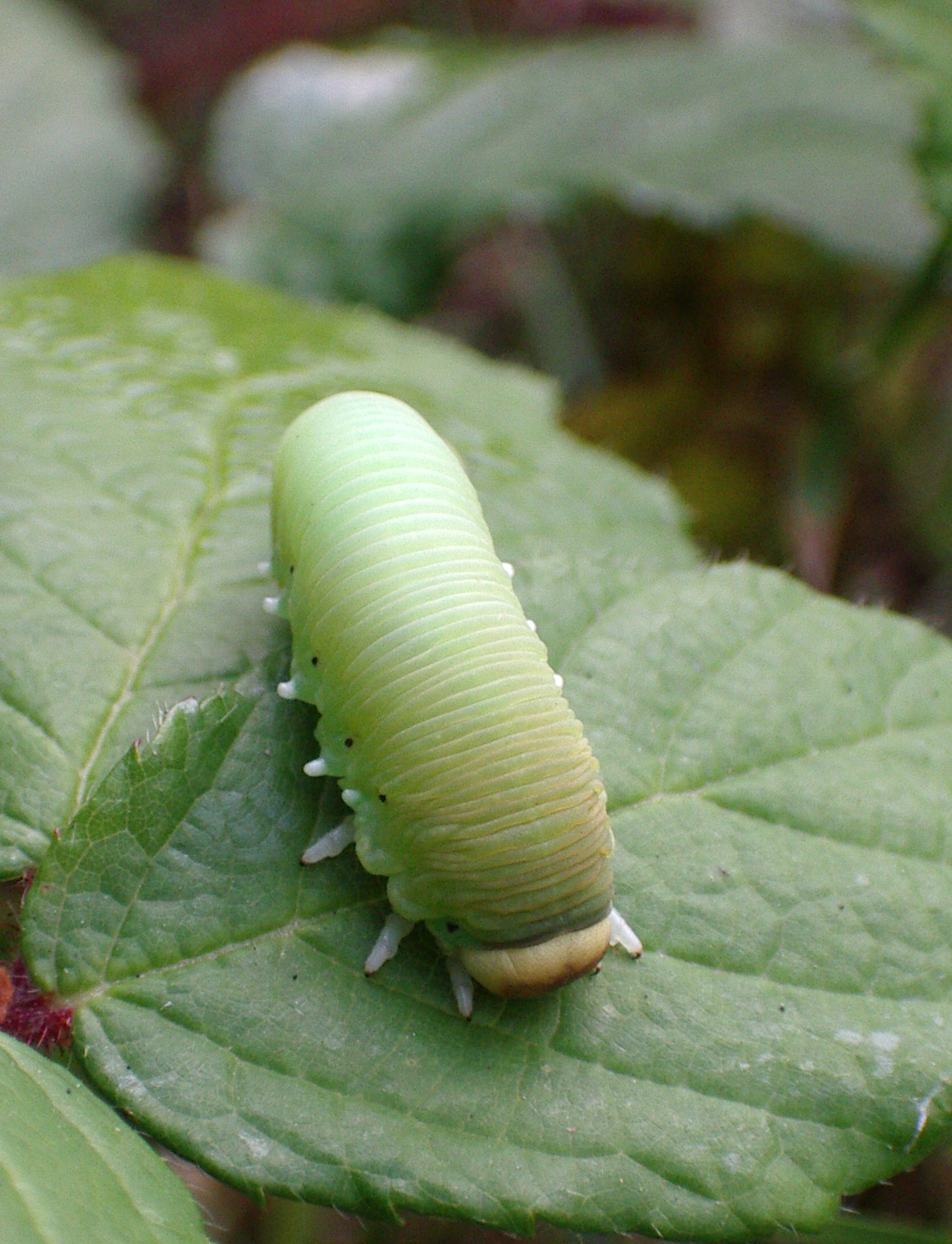
Larve van een Cimbex sp.

## Beschrijving
De wespen worden afhankelijk van de soort 8 tot meer dan 30 mm lang worden. Het belangrijkste kenmerk is de knotsvormige verdikking aan het eind van de uit 4 - 8 segmenten bestaande antenne. Het borststuk is aan de rugzijde duidelijke gebogen. De legboor (ovipositor) staat niet naar voren. De mannetjes hebben verdikte achterpoten en krachtige kaken (mandibellen). 
De afhankelijk van de soort tot 50 mm lange larve is een bastaardrups met acht of soms zeven paar poten. De poten aan het borststuk (thoracaal) zijn goed ontwikkeld en hebben vijf geledingen. Op het tweede tot achtste achterlijfssegment en het tiende zitten ook poten. 

## Levenswijze
Het volwassen insect voedt zich met zoete plantensappen van jonge twijgen. De vrouwtjes leggen hun eitjes onder de epidermis van het blad of in de bladrand. De larven zijn solitair, vrij levende herbivoren. Als ze niet vreten zitten ze opgerold op de onderkant van het blad. Bij gevaar kunnen ze door een reflex lichaamsvocht 10 - 20 cm ver in een straal wegspuiten. De verpopping vindt in de grond of in schorsspleten plaats.

## Geslachten
Er zijn zes geslachten:
- Abia Leach, 1817
- Cimbex Olivier, 1790
- Corynis Thunberg, 1789
- Praia Wankowicz, 1880
- Pseudoclavellaria Schultz, 1906
- Trichiosoma Leach, 1817

## In Nederland voorkomende soorten
- Genus: Abia
  - Abia aenea
  - Abia candens
  - Abia fasciata - (Kamperfoeliebladwesp)
  - Abia lonicerae
  - Abia mutica
  - Abia nitens
  - Abia sericea
- Genus: Cimbex
  - Cimbex connatus
  - Cimbex fagi - (Beukenknotssprietbladwesp)
  - Cimbex femoratus - (Berkenknotssprietbladwesp)
  - Cimbex luteus - (Gele Knotssprietbladwesp)
  - Cimbex quadrimaculatus
- Genus: Corynis
  - Corynis amoena
  - Corynis crassicornis
  - Corynis lateralis
  - Corynis obscura
- Genus: Praia
  - Praia taczanowskii
- Genus: Pseudoclavellaria
  - Pseudoclavellaria amerinae
- Genus: Trichiosoma
  - Trichiosoma latreillii
  - Trichiosoma lucorum
  - Trichiosoma sorbi
  - Trichiosoma tibiale - (Meidoornbladwesp)
  - Trichiosoma vitellina